# O Duque de Wellington (Marylebone)

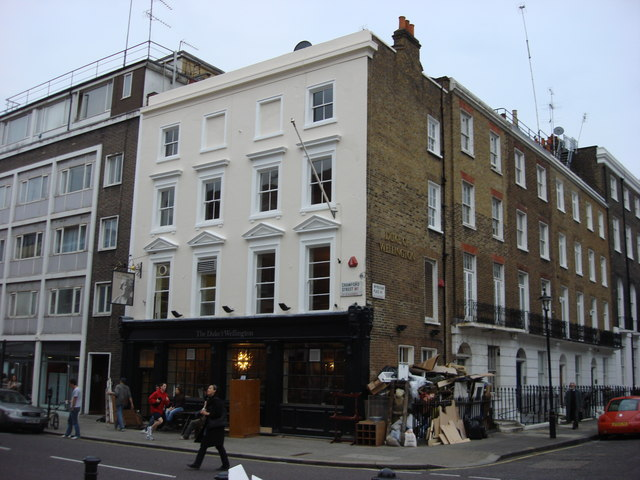
O duque de Wellington em 2007

O Duque de Wellington é um edifício listado como Grade II na 94a Rua Crawford, em Londres.